# アルマンド・ディアズ
初代ヴィットリア公アルマンド・ディアズ（Armando Diaz, Duca della Vittoria、1861年12月5日 - 1928年2月29日）は、イタリアの軍人、貴族、政治家。最終階級は元帥。
第一次世界大戦後半にルイージ・カドルナ元帥の後任としてイタリア陸軍の参謀総長を務めた。イタリア戦線の建て直しに成功しオーストリア・ハンガリー軍を破り、協商国陣営の最終的勝利に貢献した。戦後も国王から公爵位を与えられて貴族に列し、ベニート・ムッソリーニ内閣の軍務大臣に任命されるなど活躍した。

## 軍歴
1861年12月5日、イタリア王国南部の中心地ナポリに育ち、後に北イタリアに移住してモデナ陸軍士官学校に入校、陸軍砲兵士官として軍歴をスタートさせる。伊土戦争ではリビアに出征し、陸軍大佐として第93歩兵隊を率いている。1914年、第一次世界大戦では陸軍少将に昇進して軍司令官となり、イタリア戦線（イゾンツォの戦い）が始まると陸軍参謀総長であるルイージ・カドルナ大将の指揮下に入った。1916年、陸軍中将に昇進して第49歩兵師団の師団長に任命され、次いで上位部隊となる第23軍団の指揮を委任された。
イタリア陸軍はアルプスの山々に陣取るオーストリア軍を相手に、一進一退ながらも地道に戦線を押し広げていた。しかしカポレットの戦いで主戦力の殆どを前線に配置し、かつ予備戦力を用意しなかったカドルナの失策によりイタリア陸軍はドイツ軍の新戦術（浸透戦術）に致命的な打撃を蒙る。この失態に加えて中央同盟軍との単独講和を主張し始めたカドルナは辞任したパオロ・ボセッリに代わり首相に就任したヴィットーリオ・エマヌエーレ・オルランドによって罷免された。1917年、オルランドはロンドン条約を活用してフランスやイギリスから物資や兵員の援助を取り付けつつ、陸軍大将に昇進させたディアズを後任の陸軍参謀総長に抜擢した。
陸軍参謀総長に着任したディアズは陸軍の再編成を進める傍ら、カポレットの経験から軍部隊の指揮体系に改良を加え、不意の事態にも柔軟に対処できる防衛体制を構築した。この改革はモンテ・グラッパやピアーヴェ川の戦いで単独で攻勢に出たオーストリア軍を破り、戦線崩壊を防いだ事で証明される。1918年、ヴィットリオ・ヴェネトの戦いでオーストリア・ハンガリー軍の防衛線を突破して戦線崩壊に追い込み、白旗を掲げたオーストリア軍指導部との交渉に応じてヴィラ・ジュスティ休戦協定を結んで、リソルジメント以来の対墺戦争ともいうべき諸戦闘に最終的決着を付けた。
1921年11月1日、アメリカ合衆国カンザスシティーで行われた第一次世界大戦の戦勝記念式典にフランス軍のフェルディナン・フォッシュ、アメリカ軍のジョン・パーシングらと共に列席した。これを記念してアメリカ政府が製作した戦勝記念レリーフには三将軍の姿が彫られている。協商国各国からは様々な勲章を贈られ、アメリカ合衆国陸軍殊勲章、レジオンドヌール勲章、バス勲章を受勲している。本国でも英雄視を受け、王家たるサヴォイア家からは戦勝公（Duca della Vittoria）の貴族称号とサヴォイア軍事勲章を与えられ、マルタ騎士団、聖アヌンツィアータ騎士団、聖マウリッツィオ・ラザロ騎士団から騎士称号が贈られた。
1922年、ローマ進軍で成立したベニート・ムッソリーニ内閣を支持して軍務大臣を務めている。1924年、軍務大臣を退任すると共に軍を退役し、政府からは陸軍元帥の階級を与えられた。1928年、66歳の時に滞在していた王都ローマで亡くなり、市内のサンタ・マリア・デリ・アンジェリ・エ・デイ・マルティーリ大聖堂に葬られた。